# Elezione del Presidente del Senato del 1992

Risultati III Scrutinio: Giovanni Spadolini (188); Armando Cossuta (21); Nicola Mancino (12); Arduino Agnelli, Carlo Bo, Luciano Guerzoni, Marisa Moltisanti e Luigi Moretti (1 voto ad ogn'uno); Schede bianche (95); Schede nulle (0); Astenuti=0; Assenti=1.

L'elezione del presidente del Senato del 1992 per l'XI legislatura della Repubblica Italiana si è svolta tra il 23 e il 24 aprile 1992.
Il presidente del Senato uscente è Giovanni Spadolini. Presidente provvisorio dell'assemblea è Francesco De Martino.
Presidente del Senato della Repubblica, eletto al III scrutinio, è Giovanni Spadolini.

## L'elezione

### Preferenze per Giovanni Spadolini
| Scrutinio | Voti | Percentuale |
| --------- | ---- | ----------- |
| I         | 67   | 20,8%       |
| II        | 89   | 27,8%       |
| III       | 188  | 58,5%       |

## 23 aprile 1992

### I scrutinio
Per la nomina è richiesta la maggioranza assoluta dei componenti dell'Assemblea.
| Dati votazione | Dati votazione      |    | Nome                | Nome | Voti |
| -------------- | ------------------- | -- | ------------------- | ---- | ---- |
| Presenti       | 322                 |    | Giorgio De Giuseppe | 106  |      |
| Votanti        | 322                 |    | Giovanni Spadolini  | 67   |      |
| Astenuti       | 0                   |    | Francesco Speroni   | 23   |      |
| Maggioranza    | 163                 |    | Armando Cossutta    | 19   |      |
|                |                     |    | Giulio Andreotti    | 4    |      |
|                | Pina Maisano Grassi | 4  |                     |      |      |
|                | Carmine Mancuso     | 3  |                     |      |      |
|                | Giglia Tedesco Tatò | 2  |                     |      |      |
|                | Norberto Bobbio     | 1  |                     |      |      |
|                | Amintore Fanfani    | 1  |                     |      |      |
|                | Lucio Libertini     | 1  |                     |      |      |
|                | Nicola Mancino      | 1  |                     |      |      |
|                | Gianfranco Miglio   | 1  |                     |      |      |
|                | Luigi Moretti       | 1  |                     |      |      |
|                | Schede bianche      | 87 |                     |      |      |
| Schede nulle   | 1                   |    |                     |      |      |

Poiché nessun candidato raggiunge il quorum richiesto, si procede al II scrutinio.

### II scrutinio
Per la nomina è richiesta la maggioranza assoluta dei componenti dell'Assemblea.
| Dati votazione | Dati votazione      |    | Nome                | Nome | Voti |
| -------------- | ------------------- | -- | ------------------- | ---- | ---- |
| Presenti       | 320                 |    | Giorgio De Giuseppe | 109  |      |
| Votanti        | 320                 |    | Giovanni Spadolini  | 89   |      |
| Astenuti       | 0                   |    | Armando Cossutta    | 20   |      |
| Maggioranza    | 163                 |    | Francesco Speroni   | 18   |      |
|                |                     |    | Mino Martinazzoli   | 7    |      |
|                | Pina Maisano Grassi | 5  |                     |      |      |
|                | Giulio Andreotti    | 3  |                     |      |      |
|                | Carmine Mancuso     | 3  |                     |      |      |
|                | Gianfranco Miglio   | 2  |                     |      |      |
|                | Giovanni Leone      | 1  |                     |      |      |
|                | Nicola Mancino      | 1  |                     |      |      |
|                | Schede bianche      | 62 |                     |      |      |
| Schede nulle   | 0                   |    |                     |      |      |

Poiché nessun candidato raggiunge il quorum richiesto, si procede al III scrutinio.

## 24 aprile 1992

### III scrutinio
Per la nomina è richiesta la maggioranza assoluta dei presenti.
| Dati votazione | Dati votazione    |    | Nome               | Nome | Voti |
| -------------- | ----------------- | -- | ------------------ | ---- | ---- |
| Presenti       | 321               |    | Giovanni Spadolini | 188  |      |
| Votanti        | 321               |    | Armando Cossutta   | 21   |      |
| Astenuti       | 0                 |    | Nicola Mancino     | 12   |      |
| Maggioranza    | 161               |    | Arduino Agnelli    | 1    |      |
|                |                   |    | Carlo Bo           | 1    |      |
|                | Luciano Guerzoni  | 1  |                    |      |      |
|                | Marisa Moltisanti | 1  |                    |      |      |
|                | Luigi Moretti     | 1  |                    |      |      |
|                | Schede bianche    | 95 |                    |      |      |
| Schede nulle   | 0                 |    |                    |      |      |

Risulta eletto: Giovanni Spadolini (PRI)